# Chronic Town
Chronic Town är den amerikanska rockgruppen R.E.M.s debut-EP, utgiven 1982.

## Låtlista
Samtliga låtar skrivna av Bill Berry, Peter Buck, Mike Mills och Michael Stipe.
1. "1,000,000" - 3:06
2. "Stumble" - 5:41
3. "Wolves, Lower" - 4:13
4. "Gardening at Night" - 3:30
5. "Carnival of Sorts (Box Cars)" - 3:53